# 専門学校東京クールジャパン・アカデミー
専門学校東京クールジャパン・アカデミー（せんもんがっこうとうきょうクールジャパン・アカデミー）は、東京都渋谷区千駄ヶ谷にある東京都認可の専門学校。学校法人21世紀アカデメイアが運営する。ゲーム・アニメ系の学科を設置し、業界へ就職を志望する学生を対象に専門教育を行っている。2024年4月をもって東京クールジャパン・アカデミーに改称した。

## 沿革
- 1983年 - 東京スクール・オブ・ビジネス千駄ヶ谷専門学校として創設。
- 1997年4月 - 専門学校東京ネットウエイブに名称変更[2]。
- 2019年4月1日 - 東京デザイナー学院のアニメ、ゲーム、声優学科を併合し専門学校東京クールジャパンに名称変更。
- 2024年4月 - 専門学校東京クールジャパン・アカデミーに名称変更。

## 学科編成

### 昼間部（2年制）
2025年度の名称
- ゲーム総合学科 
  - ノベルズ・シナリオライター専攻
  - ゲームプランナー専攻
  - ゲームプログラマー専攻
  - ゲームグラフィックデザイナー専攻
  - ゲーム3DCGデザイナー専攻
  - サウンドデザイナー専攻
  - eスポーツ専攻

- アニメ総合学科
  - 総合アニメーション専攻
  - アニメーター専攻
  - アニメCG専攻
  - 3DCG・VFX専攻

- 声優学科
  - 声優コース
  - 声優ヴォーカルコース
  - 声優マネジメントコース

## 教育および研究

### 学びの特色
- 業界に精通した講師陣による実践的授業と、現場で実際に使用されている最新の設備を生かした少人数制教育を行っている。
- 卒業時に就職未定でも就職決定まで完全支援、卒業後再就職を支援など、就職関連の支援を実施している。
- TV・CMの映像制作、雑誌、フリーペーパーのデザイン、各種コンテンツのサウンド制作などの仕事を企業から請け負い、学生とプロとの共同作業で制作をするといった活動を実施している。
- AO入学内定者は、入学までの半年間、エントリーした学科のAOプレスクール（入学前授業）を受けることができる。

### 企業研修
在学中から実際の企業で仕事の流れを体験し、実践力をつける企業研修（インターンシップ）を実施している。この研修を通して内定を得て、そのまま就職するケースも多い。

## 目指す資格・検定
昼間部の卒業生は、専門課程を通じて修得した能力・実力を永久に証明するものとして「専門士」の称号が付与される。また、大学編入受験資格等も与えられる。

## 入試
- AO入学
- 特待生入学
- 学校推薦・特別推薦・自己推薦入学
- 一般入学

## 奨学金・各種制度
- 日本学生支援機構奨学金
- 東京都育英資金
- 各銀行の教育ローン
- 新聞奨学生制度
- 留学生奨学金制度

## 姉妹校
21世紀アカデメイア系列の学校である。
- 専門学校東京デザイナー・アカデミー
- 専門学校東京ビジュアルアーツ・アカデミー
- 専門学校東京ビジネス・アカデミー
- 専門学校東京ホスピタリティ・アカデミー
- 東京ランゲージ・アカデミー
- 専門学校名古屋デザイナー・アカデミー
- 専門学校名古屋ビジュアルアーツ・アカデミー
- 専門学校名古屋ビジネス・アカデミー
- 専門学校名古屋ホスピタリティ・アカデミー
- 専門学校大阪デザイナー・アカデミー
- 専門学校大阪ビジュアルアーツ・アカデミー
- 専門学校大阪ビジネス・アカデミー
- 専門学校大阪ホスピタリティ・アカデミー
- 専門学校福岡デザイナー・アカデミー
- 専門学校福岡ビジュアルアーツ・アカデミー
- 専門学校福岡ビジネス・アカデミー
- 専門学校福岡ホスピタリティ・アカデミー

## アクセス
- 東日本旅客鉄道（JR東日本）JR中央・総武線各駅停車千駄ケ谷駅から徒歩3分
- 東京都交通局（都営地下鉄）大江戸線国立競技場駅から徒歩3分
- 東京地下鉄（東京メトロ）副都心線北参道駅から徒歩7分